# Кропачево (Вологодская область)
Кропачево — деревня в Кичменгско-Городецком районе Вологодской области.
Входит в состав Кичменгского сельского поселения, с точки зрения административно-территориального деления — в Пыжугский сельсовет.
Расстояние до районного центра Кичменгского Городка по автодороге составляет 14 км.
Население по данным переписи 2002 года — 8 человек.